# Albert Oehlen
Albert Oehlen (nacido en 1954, en Krefeld, Renania del Norte-Westfalia) es un artista alemán contemporáneo.

## Biografía
Albert Oehlen estudió con Sigmar Polke en Hamburgo en los setenta. Se formó en la Escuela Superior de Bellas Artes de esa ciudad entre 1978 y 1981. Recibió formación como publicista. Apareció en la escena del arte contemporáneo a principios de los años ochenta en el seno de una generación de artistas como Martin Kippenberger, Georg Herold o Werner Büttner, que se muestra particularmente crítica respecto a la ideología dominante en su época. Se le asocia mucho con el ambiente artístico de Colonia. Ha sido miembro del Lord Jim Lodge junto con Martin Kippenberger, entre otros. 
Oehlen ha mostrado su obra en muchas exposiciones internacionales:
- Grounswell en el Museo de Arte de Moderno en Nueva York
- Provins – Legende en el Museet for Samtidskunst  en Roskilde
- Spiegelbilder 1982-1985 en el Max Hetzler de Berlín
- Wahrheit ist Arbeit («La verdad es el trabajo»), celebrada en 1984 en el Museo Folkwang de Essen; en ella participaron también Büttner, Herold y Kippenberger.
- Von hier aus (Düsseldorf, 1984)
- Arte Germano-Estadounidense de finales de los años ochenta (Düsseldorf y Boston, 1988)
- Bilderstreit (Colonia, 1989)
- Metrópolis (Berlín, 1991).
- Der zerbrochene Spiegel («El espejo roto»), 1993, Viena y Hamburgo.
- En el Centro Wexner de Columbus (Ohio), 1995
- 1994: Exposición retrospectiva en el Deichtorhallen de Hamburgo.

Sus representantes son Max Hetzler en Berlín y Patrick Painter en Los Ángeles. Visitó Los Ángeles en 1991. Ha trabajado en colaboración con Jonathan Meese. Desde finales de los noventa, Oehlen ha tocado con las bandas Red Krayola y Van Oehlen. 
Actualmente, vive entre Colonia y La Palma. Es hermano del también artista Markus Oehlen.

## Obra
Su obra se enmarca dentro del movimiento neoexpresionista alemán, llamado Neue Wilde. Sus primeras obras son lienzos de gran tamaño. En ellos ejercía una fuerte crítica social. Su obra, como la de su hermano Markus, Büttner o Kippenberger, tiene una cierta agresividad que lo aleja de la utopía política. 
Posteriormente fue evolucionando hacia la abstracción, pintando sus primeros cuadros abstractos a finales de los ochenta. En algunos de sus cuadros pinta temas figurativos sobre fotografías. Ha realizado también cuadros diseñados por ordenador.

## Colecciones
- Kunstraum Grässlin
- Galería Saatchi
- Staatliche Graphische Sammlung München